# Bahnstrecke George–Mossel Bay
| |                   |                            |                            |
| Streckenlänge: | 52 km             |                            |                            |
| Spurweite: | 1067 mm (Kapspur) |                            |                            |
| |                   |                            |                            |
| \| \| \| Outeniqua Transport Museum \| \| \| \| \| von Oudtshoorn \| \| \| \| 0 \| George \| 226 m \| \| \| \| von und nach Knysna \| \| \| \| \| Nationalstraße N2 \| \| \| \| \| Gwaing River \| \| \| \| 11 \| Skimmelkrans \| Skimmelkrans \| \| \| \| Malgate River \| \| \| \| 19 \| Outeniekwa \| Outeniekwa \| \| \| \| Tunnel Glentana \| \| \| \| 29 \| Groot Brakrivier \| Groot Brakrivier \| \| \| \| Great Brak River \| \| \| \| 38 \| Klein Brakrivier \| Klein Brakrivier \| \| \| \| Little Brak River \| \| \| \| \| Hartenbos River \| \| \| \| 43 \| Hartenbos \| Hartenbos \| \| \| 46 \| Voorbaai \| Voorbaai \| \| \| \| nach Worcester \| \| \| \| \| \| \| \| \| \| Werksanschluss \| \| \| \| \| Mossel Bay, Santos Beach \| \| \| \| \| nach Hafen Mossel Bay \| \| \| \| 52 \| Mossel Bay \| Mossel Bay \| |                   |                            |                            |
| Kopfbahnhof Streckenanfang |                   | Outeniqua Transport Museum | Outeniqua Transport Museum |
| Abzweig geradeaus und von rechts |                   | von Oudtshoorn             | von Oudtshoorn             |
| Bahnhof | 0                 | George                     | 226 m                      |
| Abzweig geradeaus, nach links und von links |                   | von und nach Knysna        | von und nach Knysna        |
| Strecke mit Straßenbrücke |                   | Nationalstraße N2          | Nationalstraße N2          |
| Brücke über Wasserlauf |                   | Gwaing River               | Gwaing River               |
| Bahnhof | 11                | Skimmelkrans               | Skimmelkrans               |
| Brücke über Wasserlauf |                   | Malgate River              | Malgate River              |
| Bahnhof | 19                | Outeniekwa                 | Outeniekwa                 |
| Tunnel |                   | Tunnel Glentana            | Tunnel Glentana            |
| Haltepunkt / Haltestelle | 29                | Groot Brakrivier           | Groot Brakrivier           |
| Brücke über Wasserlauf |                   | Great Brak River           | Great Brak River           |
| Haltepunkt / Haltestelle | 38                | Klein Brakrivier           | Klein Brakrivier           |
| Brücke über Wasserlauf |                   | Little Brak River          | Little Brak River          |
| Brücke über Wasserlauf |                   | Hartenbos River            | Hartenbos River            |
| Haltepunkt / Haltestelle | 43                | Hartenbos                  | Hartenbos                  |
| Bahnhof | 46                | Voorbaai                   | Voorbaai                   |
| Abzweig geradeaus und nach rechts |                   | nach Worcester             | nach Worcester             |
| Brücke über Wasserlauf |                   |                            |                            |
| Abzweig geradeaus und von rechts |                   | Werksanschluss             | Werksanschluss             |
| Haltepunkt / Haltestelle |                   | Mossel Bay, Santos Beach   | Mossel Bay, Santos Beach   |
| Abzweig geradeaus und nach links |                   | nach Hafen Mossel Bay      | nach Hafen Mossel Bay      |
| Kopfbahnhof Streckenende | 52                | Mossel Bay                 | Mossel Bay                 |

Die Bahnstrecke George–Mossel Bay ist eine eingleisige, nicht elektrifizierte Eisenbahnstrecke in Südafrika. Sie verbindet die Städte George und Mossel Bay in der Provinz Westkap. Sie ist 52 Kilometer lang und wurde am 25. September 1907 von Sir Pieter Fraure eröffnet. Anfangs wurde sie von der New Cape Central Railway für die Cape Government Railways betrieben.

## Verlauf
Vom in 226 Meter über dem Meeresspiegel gelegenen George kommend kreuzt die Strecke die Nationalstraße N2 und führt hauptsächlich durch Weideland hinab zum Gwaing River, der auf einer Stahlbaubrücke überquert wird. Kurz dahinter befindet sich der Kreuzungsbahnhof Skimmelkrans. Vier Kilometer nach Simmelkrans kreuzt die Strecke mit einer weiteren Stahlbrücke den Malgate River. Von hier ab schlängelt sich die Strecke teilweise entlang der N2 zum Bahnhof Outeniekwa (englisch: Outeniqua). Nach einigen engen Kurven folgt der Glentana-Tunnel. Das originale Wellblech-Stationsgebäude von Groot Brak Rivier (englisch: Great Brak River) wurde noch von der Cape Government Railways erbaut. Gleich nach der Station wird der Great Brak River überquert. Die Brücke liegt rund 800 Meter vor der Mündung des Flusses in den Indischen Ozean. Der Streckenverlauf folgt nun der Küste. Zwischen dem Haltepunkt Klein Brakrivier (englisch: Little Brak River) und dem Haltepunkt Hartenbos werden die Flüsse Little Brak River und Hartenbos River überquert. Nach dem Haltepunkt Hartenbos befindet sich östlich der Strecke der Güterbahnhof Voorbaai sowie das Bahnbetriebswerk. Nach Südwesten zweigt die Bahnstrecke nach Worcester ab. In Mossel Bay (afrikaans: Mosselbaai) verläuft die Strecke am Strand bis zum Santos Beach, wo ein kleiner Haltepunkt eingerichtet wurde. Der Endbahnhof Mossel Bay befindet sich 500 Meter östlich des Santos Beach am Hafengelände.

## Outeniqua Choo-Tjoe
Der Museumszug „Outeniqua Choo-Tjoe“ verkehrte wegen der Unterbrechung der Bahnstrecke George–Knysna im August 2006 vom Outeniqua Transport Museum in George nach Mossel Bay, Santos Beach. Zum Einsatz kamen in der Regel Dampflokomotiven der Klasse 19D. Die südafrikanische Bahngesellschaft Transnet suchte jahrelang vergebens nach einem neuen Betreiber für den Zug. Deshalb wurde der Betrieb des Zuges am 17. September 2010 eingestellt. Das Bahnbetriebswerk in Voorbaai wurde ebenfalls geschlossen.

## Sonstiges
Die Verlängerung der Strecke von George nach Oudtshoorn wurde 1913 fertiggestellt.

## Bildergalerie

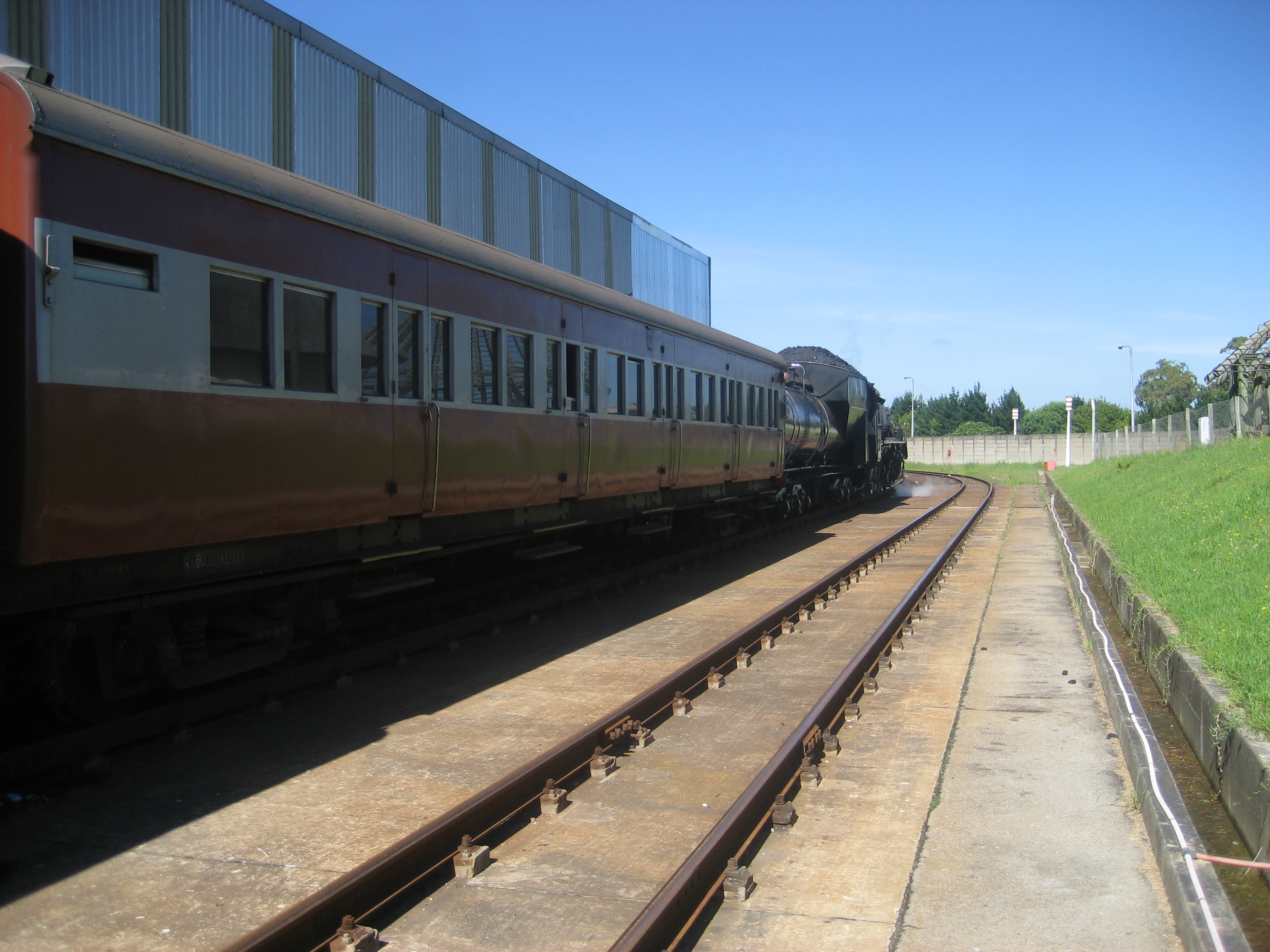
Der Outeniqua Choo-Tjoe abfahrbereit im Outeniqua Transport Museum
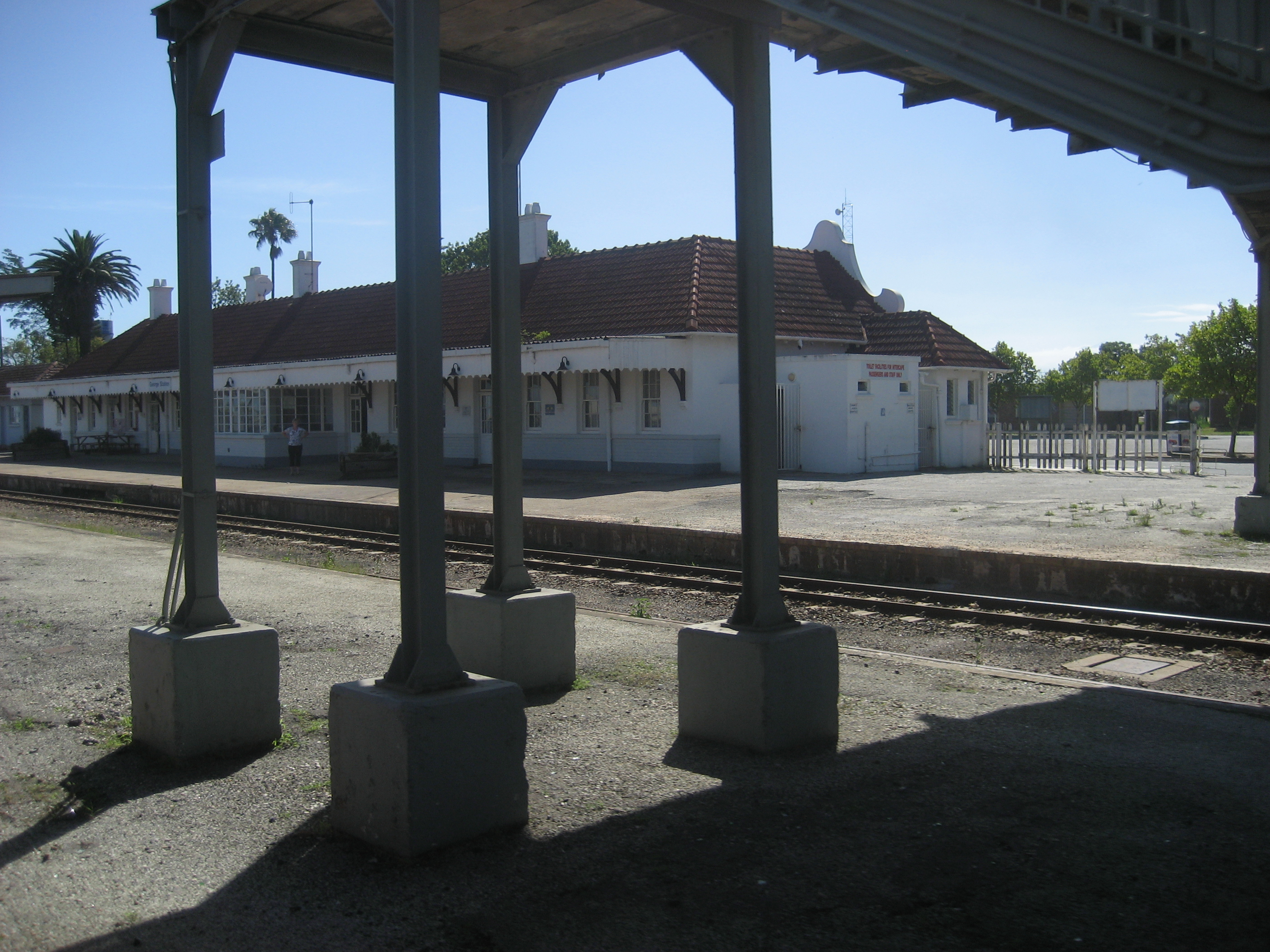
Der Bahnhof George
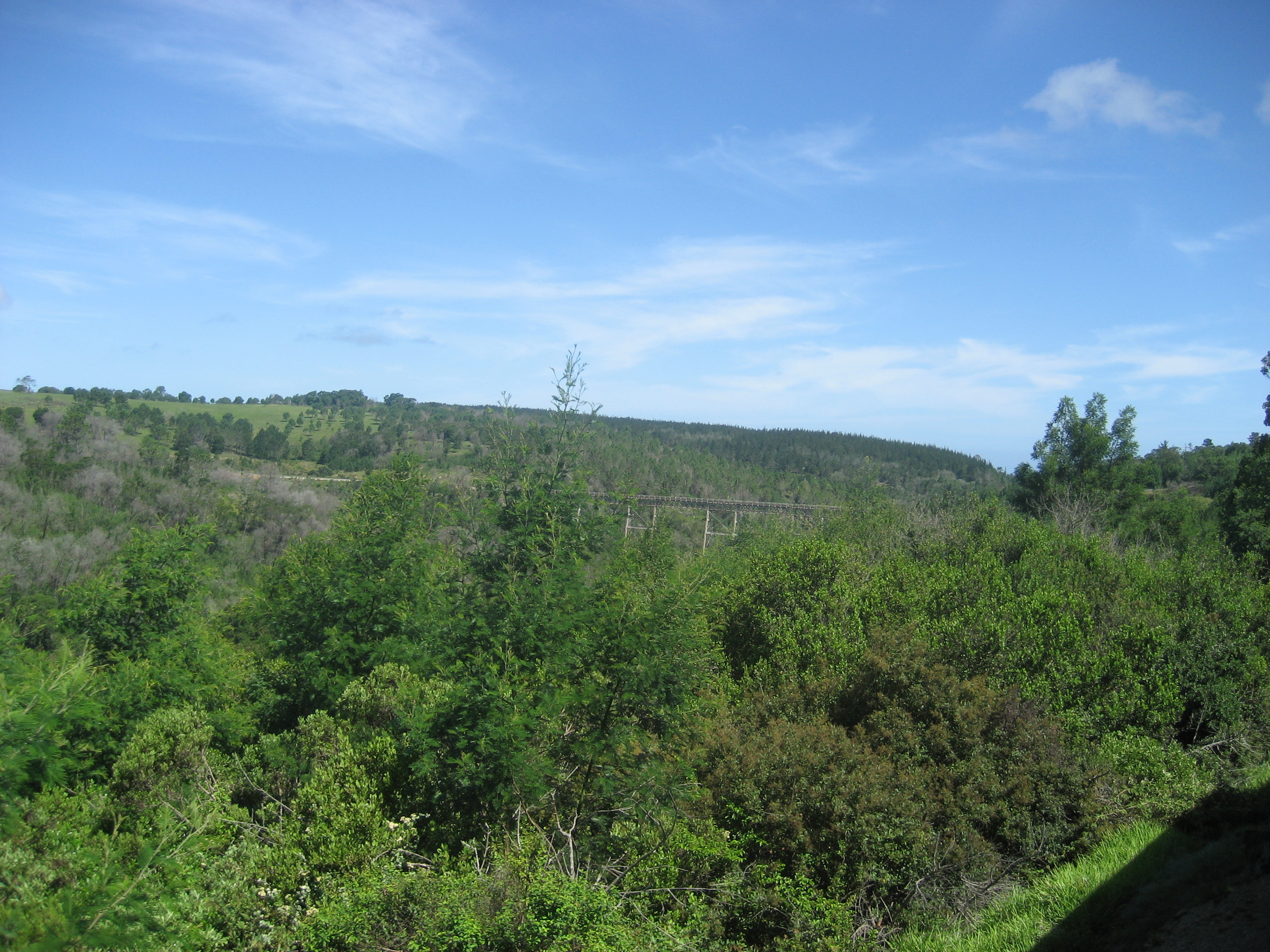
Die Malgate River Brücke
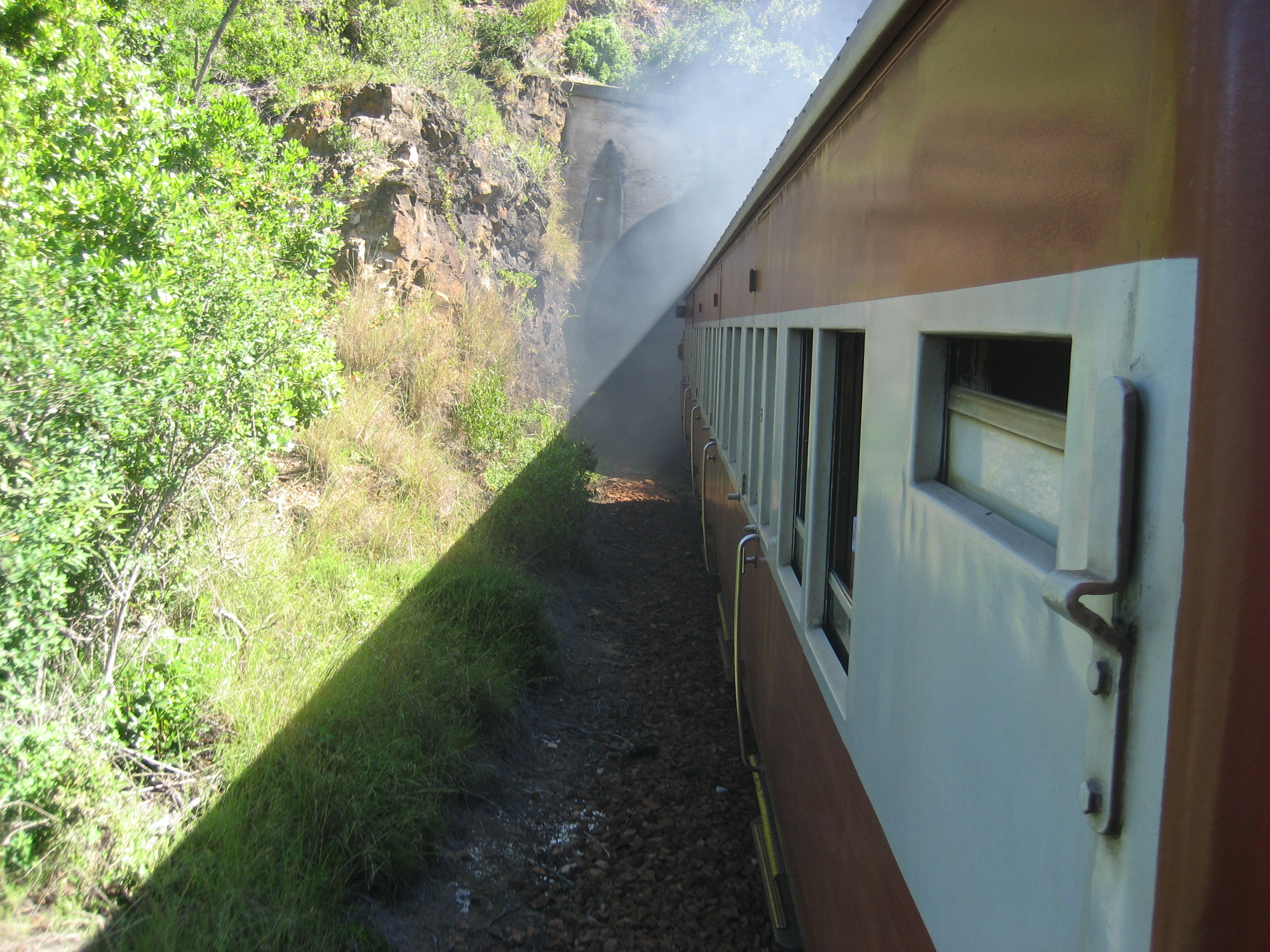
Der Glentana-Tunnel
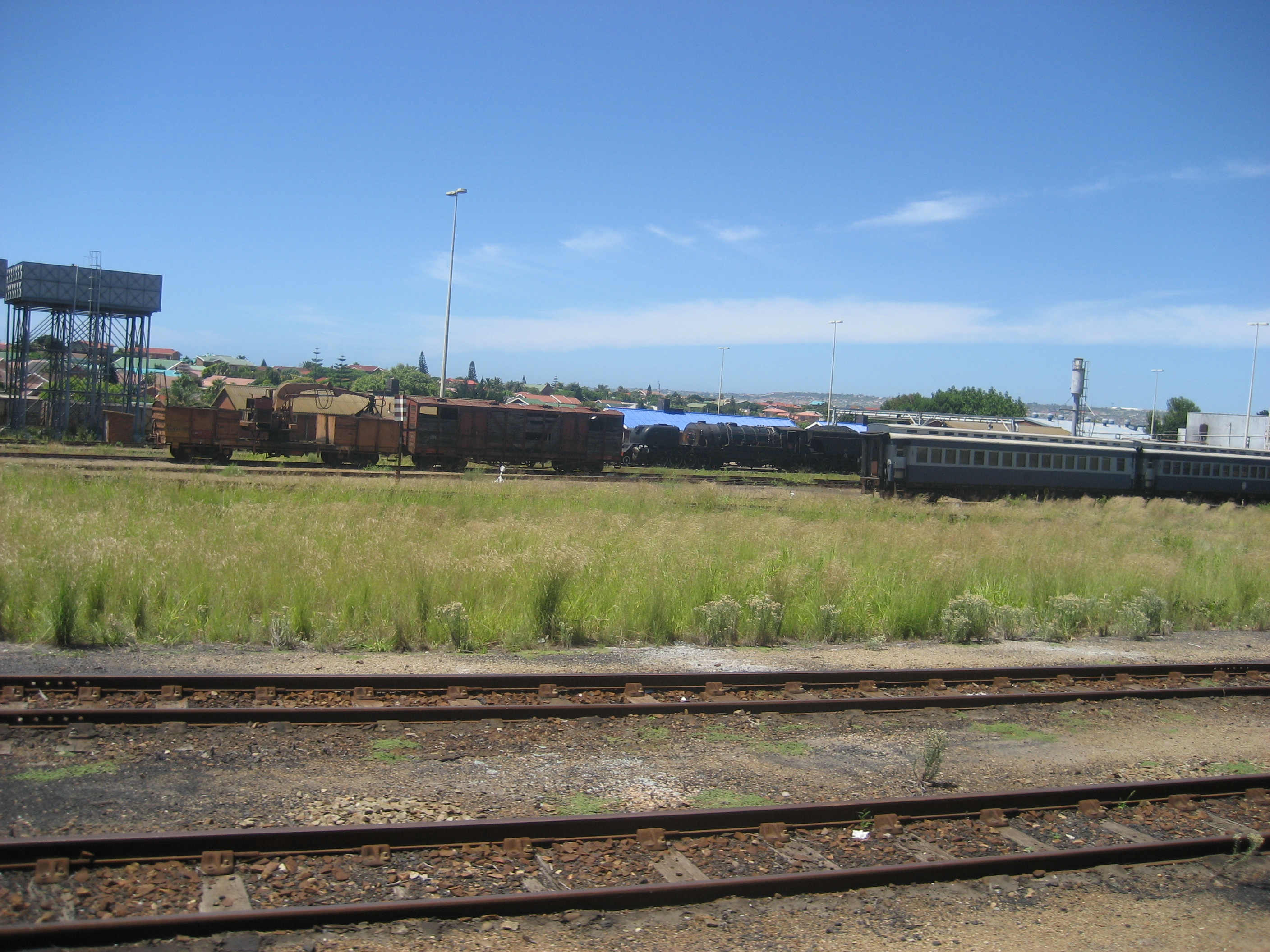
Der Güterbahnhof in Voorbaai
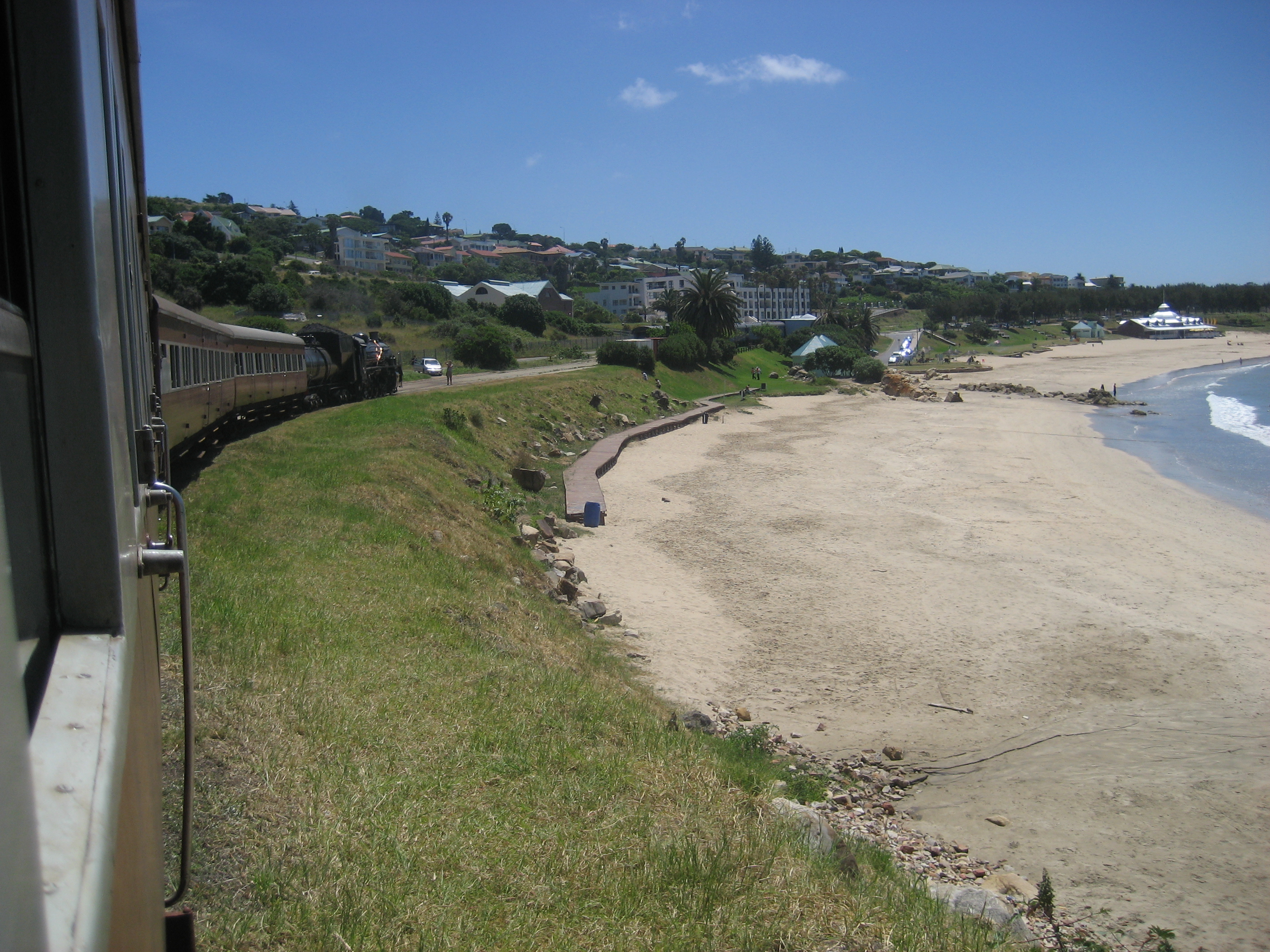
Der Outeniqua Choo-Tjoe am Haltepunkt Santos Beach

## Nachweise
1. ↑  Good-Bye "Outeniqua Choo-Tjoe". www.kapstadt.de, 27. August 2010, abgerufen am 28. September 2010.